# Kachéni (Zinder)
Kachéni (auch: Kachémi, Kasheni) ist ein Stadtviertel im Arrondissement Zinder I der Stadt Zinder in Niger.

## Geographie
Das Stadtviertel (französisch quartier) befindet sich im Südwesten des urbanen Gemeindegebiets von Zinder. Zu den Nachbarorten von Kachéni zählen Kagna Malam Gadja im Nordwesten sowie Dadin Sarki und Mandara im Südwesten.
Wie im gesamten Gemeindegebiet von Zinder herrscht das Klima der Sahelzone vor, mit einer durchschnittlichen jährlichen Niederschlagsmenge zwischen 300 und 400 mm.

## Bevölkerung
Bei der Volkszählung 2012 hatte Kachéni 367 Einwohner, die in 44 Haushalten lebten. Bei der Volkszählung 2001 betrug die Einwohnerzahl 438 in 75 Haushalten

## Wirtschaft und Infrastruktur
Bei Kachéni verläuft die 12,9 Kilometer lange Route 759, eine einfache Landstraße zwischen der Nationalstraße 1 und der Nationalstraße 11. Südöstlich von Kachéni erstreckt sich das Gelände des Flughafens Zinder (IATA-Code: ZND, ICAO-Code: DRZR). Es gibt eine Schule im Viertel.